# Phanaeus changdiazi
Phanaeus changdiazi là một loài bọ cánh cứng trong họ Bọ hung (Scarabaeidae).